# Joe Gallo
Joseph Gallo (n. 7 aprilie 1929, New York City, New York, SUA – d. 7 aprilie 1972, New York City, New York, SUA), cunoscut și sub numele de „Crazy Joe”, a fost un gangster italoamerican al familiei Colombo din New York City .
În tinerețe, Gallo a fost diagnosticat cu schizofrenie. A desfășurat diverse operațiuni la ordinele familiei Profaci, iar mai târziu și-a înființat propria gașcă în care activau inclusiv frații săi Larry și Albert⁠(d). În 1957, Joe Profaci i-ar fi cerut lui Gallo să-l elimine pe Albert Anastasia, șef al familiei Gambino. Anastasia a fost asasinat pe 25 octombrie într-o frizerie din Midtown Manhattan⁠(d). În 1961, frații Gallo au răpit patru membri ai familiei conduse de Profaci: subșeful Joseph Magliocco⁠(d), Frank Profaci (fratele șefului), capo Salvatore Musacchia și soldatul John Scimone. După câteva săptămâni de negocieri, Profaci și consilierul său - Charles „Sidge” LoCicero - au încheiat un acord cu frații Gallo și au asigurat eliberarea ostaticilor. Acest eveniment a condus la primul război Colombo.
În 1961, Gallo a fost condamnat pentru conspirație⁠(d) și șantaj după ce a încercat să obțină bani de la un om de afaceri și a primit o sentință de 7 până la 14 ani de închisoare. În perioada încarcerării sale, Profaci moare de cancer în 1962, Magliocco preia conducerea familiei și gașca sa încarcă să-l elimine pe Carmine Persico⁠(d) în 1963. Donul familiei Patriarca⁠(d), Raymond L.S. Patriarca, a negociat un acord de pace între cele două facțiuni, însă Gallo, eliberat din închisoare pe 11 aprilie 1971, a declarat că acordul nu i se aplică deoarece a fost încheiat cât timp era încarcerat. La eliberare, Joseph Colombo i-a oferit 1.000 de dolari ca să pună capăt conflictelor, însă Gallo a cerut 100.000. Colombo a refuzat. Pe 28 iunie 1971, în cadrul unui miting al Ligii pentru Drepturile Civile Italoamericane⁠(d) organizat în Columbus Circle⁠(d) din Manhattan, Colombo a fost împușcat de trei ori de către un afro-american; acesta a fost repede ucis de către bodyguarzii lui Colombo. Colombo a supraviețuit, însă a rămas paralizat. Deși mulți membri ai familiei l-au considerat vinovat pe Gallo pentru asasinare, poliția, care l-a interogat pe acesta, a stabilit că atacatorul a acționat din proprie inițiativă.
Conducerea familiei Colombo era convinsă că Gallo a ordonat asasinarea din cauza neînțelegerilor dintre aceștia. Evenimentul a pornit al doilea război Colombo. Pe 7 aprilie 1972, în jurul orei 4:30 A.M.⁠(d), Gallo a fost împușcat mortal în restaurantul Umbertos Clam House⁠(d) din Mica Italie, Manhattan în timp ce își sărbătorea ziua de naștere.